# Lohja
Lohja (szw. Lojo) – miasto w Finlandii, w prowincji Finlandia Południowa. Około 37,1 tys. mieszkańców.

## Miasta partnerskie
- Växjö, Szwecja
- Ringerike, Norwegia
- Aabenraa, Dania
- Skagaströnd, Islandia
- Sátoraljaújhely, Węgry